# Sowjetvolk
Sowjetvolk (russisch советский народ) ist die Bezeichnung der Gesamtbevölkerung der Sowjetunion, unabhängig von ihrer Nationalität.
Die sowjetische Regierung propagierte die Idee des Internationalismus in der Sowjetunion, deren zahlreiche Völker in einem kommunistischen Sowjetvolk aufgehen sollten, das die russische Sprache als Lingua franca zur Kommunikation nutzen sollte.
Diese Doktrin wurde und wird einerseits von Vertretern der anderen Nationalitäten als „Werkzeug der Russifizierung“ gesehen, während dies andererseits eher als ihr Nebeneffekt betrachtet wird.